# Dismember (гурт)
Dismember — шведський музичний метал-гурт, заснований у 1988 році в місті Стокгольм. Одні з найяскравіших представників стокгольмської метал-сцени. Команда у 2011 року офіційно оголосила про припинення своєї діяльності, лишивши після себе вісім повноформатних альбомів, низку EP та два DVD-диски.

## Історія
Гурт Dismember було створено у 1988 році в Стокгольмі. Спочатку до колективу входили лише троє музикантів — Роберт Сеннебек, Девід Бломквіст та Фред Естбю. У такому складі хлопці зробили два демо-записи під назвами «Dismembered» та «Last Blasphemies», після чого вирішили розійтися по іншим гуртам: Естбю подався до Carnage, а Бломквіст до Entombed, хоча майже одразу вирішив приєднатися до Фреда у його новому колективі. Втім, Carnage довго не проіснував через бажання гітариста гурту Майкла Емотта працювати у Carcass, тож Девід Бломквіст та Фред Естбю вирішили відродити Dismember, залучивши до участі у гурті ще й вокаліста Carnage Матті Керкі. Ця трійця записала ще одне демо під назвою «Reborn in Blasphemy», після чого до команди повернувся Сеннебек, але цього разу вже у ролі гітариста, а не співаючого басиста. Остаточно ж доукомплектовано склад було після приходу до Dismember Ріхарда Кабези.
На початку 1991 року декілька записів гурту з'явилися на дез-металічних збірках лейблу Nuclear Blast, а трохи згодом цей же лейбл видав дебютний альбом Dismember «Like an Ever Flowing Stream», що дозволив колективу зі Стокгольму посісти гідне місце серед інших дез-металічних гуртів. Цьому неабияк посприяли й гастролі з такими знаними майстрами, як Death та Cannibal Corpse. Втім, не обійшлося й без скандалів, пов'язаних з дебютним релізом гурту, який було заборонено до продажу у Австралії та Великій Британії через присутність у текстах суперечливих моментів. А спільний гастрольний тур з Morbid Angel було зірвано внаслідок конфлікту між музикантами обох гуртів.
У 1992 році Dismember порадував своїх шанувальників черговим релізом — цього разу міні-альбомом «Pieces». У підтримку свіжого матеріалу було влаштовано спільний тур з Obituary та Napalm Death, після якого гурт повернувся до студії, де розпочав роботу над другим повноформатним альбомом. «Indecent & Obscene» було презентовано слухачам наприкінці 1993 року та підкріплено масштабним туром, що розпочався у США разом з Deicide та Suffocation, а завершився європейським турне, в рамках якого Dismember взяли участь у фестивалі, організованому Nuclear Blast, де їх склади компанію такі відомі гурту, як Hypocrisy, Amorphis та Benediction.
Протягом двох років у житті гурту тривала невелика перерва, яку було перервано виданням третього альбому «Massive Killing Capacity» у серпні 1995 року. Звучання Dismember дещо змінилося, стало більш мелодійним та дещо ближчим до «шведської хвилі» мелодійного дез-металу, хоча водночас лишалося жорстким та вірним традиціям колективу. Цей альбом став першим для гурту, що потрапив у чарти.
Наступна перерва у діяльності гурту була спричинена зайнятістю деяких учасників у своїх сайд-проектах, втім це не завадило видати новий реліз «Death Metal» майже рівно через два роки після попереднього. Окрім стандартного видання, що містило 12 треків, було підготовано спеціальний реліз для Японію, що містив чотири додаткові пісні. У цій роботі Dismember спробували повернутися до свого оригінального брутального звучання, проте цей хід було сприйнято неоднозначно, що одразу ж позначилося на кількості продажів альбому.
Альбом «Hate Campaign», виданий у січні 2000 року, став останнім альбомом Dismember під опікою Nuclear Blast. Вирішивши спробувати дещо інший шлях розвитку, гурт, після декількох років перебування у підвішеному стані, врешті-решт підписав угоду з лейблом Karmageddon Media, де й було видано у 2004 році їх наступний реліз «Where Ironcrosses Grow». Напередодні запису колектив залишили Магнус Сальгрен та Ріхард Кабеза, який, проте все ж записав басові партії для двох треків нового релізу, тож відповідальність за усі гітарні та басові партії лягла на Девіда Бломквіста. Звучання альбому вийшло доволі нестандартним, у ньому явно відчувався вплив NWOBHM, що було доволі несподівано для дез-метал формації.
Співпрацю з Karmageddon Media було припинено після першого ж релізу і новим лейблом, з яким гурт пов'язав себе відносинами, став Regain Records. Ця рекордингова компанія одразу ж взялася за серйозну промоцію гурту, викупивши права на їхні ранні записи та перевидавши їх у значно кращій якості з покращеним оформленням та додатковими треками. Не змусив себе чекати й новий реліз — у лютому 2006 року було видано альбом «The God That Never Was». У листопаді того ж року Dismember взяли участь у турі Європою разом з Grave, Unleashed, Entombed та Exterminator. По закінченню туру на учасників гурту чекала приголомшлива новина — колектив залишив барабанщик Фред Естбю, що був до того ж продюсером майже усіх альбомів команди. Він пояснив це бажанням проводити більше часу з сім'єю та побажав успіхів у творчій діяльності іншим членам гурту.
У лютому 2008 року світ побачив восьмий і, як з'ясувалося пізніше, останній повноформатний альбом гурту під назвою «Dismember». Як новий барабанщик участь у запису брав Томас Даун. Рік потому на все тому ж Regain Records було видано дводисковий DVD «Under Blood Red Skies». А у 2011 році стало відомо, що гурт припинив свою діяльність. Басист Dismember Тобіас Крістіанссон заявив з цього приводу наступне: «Після 23ох років Dismember прийняли рішення розійтися. Ми хотіли б подякувати усім нашим шанувальникам за підтримку».

## Склад гурту
Останній варіант складу
- Матті Керкі — вокал (1990–2011)
- Девід Бломквіст — гітара (1988–2011), бас-гітара (1989–1990)
- Мартін Перссон — гітара (2005–2011)
- Тобіас Крістіанссон — бас-гітара (2006–2011)
- Томас Даун — ударні (2007–2011)

Колишні музиканти
- Ерік Густафссон — бас-гітара (1988)
- Річард Кабеза — бас-гітара (1991–1998, 2000–2004)
- Юган Бергебек — бас-гітара (2004–2005)
- Магнус Сальгрен — гітара (1998–2003)
- Роберт Сеннебек — бас-гітара / вокал (1988), гітара (1988–1998)
- Фред Естбю — ударні (1988–1989, 1990–2007)

Гастрольний музикант
- Шарлі Д'Анджело — бас-гітара (1998–2000)

## Дискографія

### Демо-записи
| Альбом              | Рік  | Формат     | Лейбл         |
| ------------------- | ---- | ---------- | ------------- |
| Dismembered         | 1988 | Демо-запис |               |
| Last Blasphemies    | 1989 | Демо-запис |               |
| Rehearsal Demo '89  | 1989 | Демо-запис |               |
| Reborn in Blasphemy | 1990 | Демо-запис | Nuclear Blast |

### Альбоми та компіляції
| Альбом                      | Рік  | Формат        | Лейбл             |
| --------------------------- | ---- | ------------- | ----------------- |
| Like an Ever Flowing Stream | 1991 | Альбом        | Nuclear Blast     |
| Pieces                      | 1992 | EP            | Nuclear Blast     |
| Indecent & Obscene          | 1993 | Альбом        | Nuclear Blast     |
| Casket Garden               | 1995 | EP            | Nuclear Blast     |
| Massive Killing Capacity    | 1995 | Альбом        | Nuclear Blast     |
| Misanthropic                | 1997 | EP            | Nuclear Blast     |
| Death Metal                 | 1997 | Альбом        | Nuclear Blast     |
| Hate Campaign               | 2000 | Альбом        | Nuclear Blast     |
| Where Ironcrosses Grow      | 2004 | Альбом        | Karmageddon Media |
| Complete Demos              | 2005 | Збірка пісень | Regain Records    |
| The God That Never Was      | 2006 | Альбом        | Regain Records    |
| Dismember                   | 2008 | Альбом        | Regain Records    |

### DVD-видання
| Альбом                | Рік  | Формат | Лейбл          |
| --------------------- | ---- | ------ | -------------- |
| Live Blasphemies      | 2004 | DVD    | Escapi Music   |
| Under Blood Red Skies | 2009 | DVD    | Regain Records |